# الجمعية الدولية لمنتجي البترول والغاز
الجمعية الدولية لمنتجي النفط والغاز (IOGP) هي منتدى عالمي لصناعة البترول حيث تتضمن فعالياتها اختيار الأعضاء الذين يتبادلون أفضل الممارسات لتحقيق تحسينات في الصحة والسلامة والبيئة والأمن والمسؤولية الاجتماعية والهندسة والعمليات.
شُكلت الجمعية في لندن عام 1974  لتطوير اتصالات فعالة بين صناعة التنقيب والإنتاج وشبكة المنظمين الدوليين. كان يُطلق عليه في الأصل منتدى E&P (بمعنى التنقيب عن النفط والغاز وإنتاجهما) وفي عام 1999، اعتمد المسمى الحالي، ومعظم شركات النفط والغاز الرائدة في العالم المتداولة علنًا والخاصة والمملوكة للدولة، وجمعيات النفط والغاز وشركات خدمات التنقيب والإنتاج الرئيسية أعضاء. تدعي الجمعية أن أعضائها ينتجون 40 ٪ من النفط والغاز في العالم.

## التعاون مع الهيئات الأخرى
تمثل الجمعية أيضًا مصالح الصناعة الأولية أمام المنظمين والمشرعين الدوليين في هيئات الأمم المتحدة مثل المنظمة البحرية الدولية ولجنة التنمية المستدامة. تعمل الجمعية أيضًا مع البنك الدولي والمنظمة الدولية للمعايير. وهي معتمدة أيضًا لمجموعة من الهيئات الإقليمية التي تشمل اتفاقية حماية البيئة البحرية لشمال شرق المحيط الأطلسي ولجنة حماية البيئة البحرية في بحر البلطيق (لجنة هلسنكي) واتفاقية برشلونة، وتوفر قناة للدعوة والحوار بين صناعة التنقيب والإنتاج والاتحاد الأوروبي. وهذا ينطوي على اتصال منتظم مع المفوضية الأوروبية والبرلمان الأوروبي.

## تقارير بيانات الجمعية الدولية لمنتجي البترول والغاز
في كل عام، تقوم الجمعية بجمع ونشر البيانات حول عمليات التنقيب والإنتاج في جميع أنحاء العالم، سواء في الداخل أو في الخارج، من الشركات الأعضاء المشاركة وموظفي المقاولين التابعين لها. التقارير مجانية ومتاحة للجمهور. تغطي البيانات:
- السلامة المهنية
- الأداء البيئي
- أحداث سلامة العمليات
- إدارة الصحة
- سلامة النقل البري
- سلامة الطيران

السلامة المهنية:

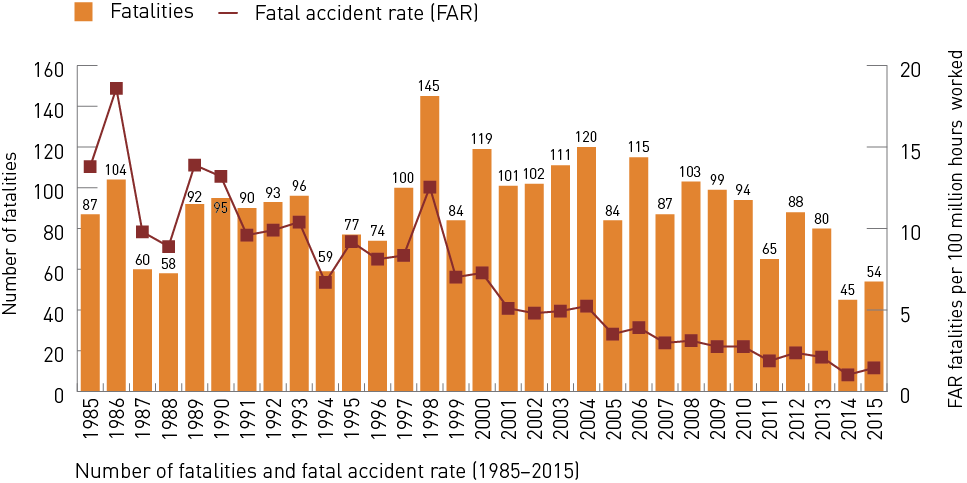
الرسم البياني للوفيات ونسبة الإصابات المميته (1985-2015)

منذ عام 1985، عندما بدأت الجمعية في الإبلاغ عن الاتجاهات السنوية في بيانات السلامة الأولية، كانت هناك تحسينات كبيرة في أداء الصناعة.
واليوم، تعد أكبر قاعدة بيانات في الصناعة لأداء السلامة، وتغطي موظفي الشركة الأعضاء المشاركين ومقاوليهم في الداخل والخارج في جميع أنحاء العالم. تُحلل الحوادث المميتة حسب فئة الحادث والنشاط والعوامل السببية المرتبطة به، وتوفر أوصاف الحوادث للحوادث المميتة والأحداث المحتملة عالية.
الأداء البيئي:
منذ عام 2001، تجمع الجمعية البيانات البيئية من الشركات الأعضاء المشاركة وتنشرها على أساس سنوي. وتهدف من هذا الأمر أعطاء فرصة للشركات الأعضاء بمقارنة أدائها مع بعضها في القطاع ؛ وزيادة شفافية عمليات الصناعة. تجمع التقارير المعلومات على المستويين العالمي والإقليمي، معبراً عنها في ست فئات من المؤشرات البيئية:
- الانبعاثات الغازية
- استهلاك الطاقة
- الاشتعال
- التصريفات المائية
- سوائل الحفر غير المائية المحتجزة في القطع التي تُفرغ في البحر
- انسكابات النفط والمواد الكيميائية

أحداث سلامة العمليات:
سلامة العمليات هي إطار منضبط لإدارة سلامة أنظمة التشغيل والعمليات التي تتعامل مع المواد الخطرة. يعتمد على مبادئ التصميم الجيد والهندسة وممارسات التشغيل والصيانة. تستند بيانات أحداث سلامة العملية إلى عدد أحداث سلامة العمليات من المستوى 1 والمستوى 2 التي أبلغت عنها الشركات الأعضاء في الجمعية، بشكل منفصل عن:
- العمليات البرية والبحرية
- الحفر والإنتاج
- الأنشطة
- العواقب
- المواد المستخدمة

تُطبع البيانات مقابل ساعات العمل المرتبطة بأنشطة الحفر والإنتاج لتوفير معدلات أحداث سلامة العمليات.
إدارة الصحة:
طوّرت الجمعية مع IPIECA (وهي جمعية صناعة النفط والغاز غير الهادفة للربح للقضايا البيئية والاجتماعية) أداتين لتقييم مؤشرات الأداء الصحية الرائدة داخل الشركات الفردية. وهذا الأمر يتيح مقارنة الأداء بين أجزاء مختلفة من الشركة وبين الشركات المشاركة.
يوضح التقرير السنوي لمؤشرات الأداء الصحية الرائدة النتائج المقدمة من قبل الشركات المشاركة لكلتا الأداتين ويتضمن نتائج مجهولة فعلية للسنة من الشركة والاتجاهات مع مرور الوقت والفوائد المحتملة للإدارة الصحية في الصناعة.
وعن سلامة النقل البري، نشرت الجمعية في أبريل 2005 التقرير رقم 365 عن الممارسة الموصى بها لسلامة النقل البري، وهي إرشادات مصممة لتكون قابلة للتطبيق على جميع أنشطة النقل البري في صناعة النفط والغاز في المنبع، بما في ذلك المشغلون والمقاولون والمقاولون من الباطن.
تجمع الجمعية بيانات عن حوادث السيارات وتُنشر المعلومات المقدمة من الشركات الأعضاء المشاركة اعتبارًا من عام 2008 فصاعدًا. حيث تُقسم البيانات حسب المنطقة وفئة التعطل. وتُجمع البيانات بشكل أكبر للإشارة إلى عدد الأعطال. هذا يتضمن:
- عدد الوفيات الناجمة عن حوادث السيارات
- عدد حوادث السيارات لكل فئة
- معدل حوادث السيارات (حوادث السيارات لكل مليون كيلومتر) لكل مجموعة وفئة مُبلغة.

## تقرير الإنتاج العالمي
تنشر الجمعية تقرير الإنتاج العالمي. ونُشر لأول مرة في 2018 ويُحدث سنويًا. التقرير يستند إلى أحدث مراجعة إحصائية لشركة بي بي للطاقة العالمية  ويؤسس مؤشر الإنتاج للجمعية الدولية لمنتجي البترول والغاز © (PI) - المستوى الذي تكون عنده منطقة قادرة على تلبية الطلب الخاص بها على النفط أو الغاز - لسبع مناطق في جميع أنحاء العالم. يعني مؤشر PI أعلى من 100٪ أن المنطقة تنتج أكثر مما تحتاجه لتلبية متطلباتها الخاصة وبالتالي يمكنها التصدير.

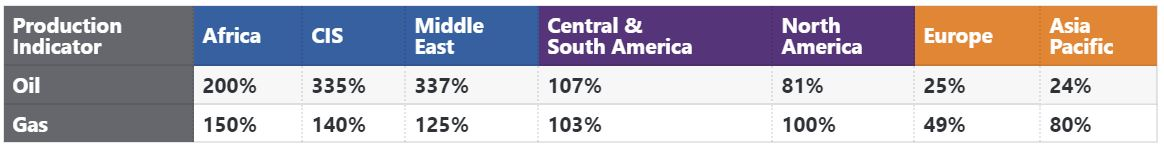
مؤشرات إنتاج الجمعية للنفط والغاز في سبع مناطق.

الاستنتاج الرئيسي للتقرير هو أن نمو الطلب ومعدل النضوب السنوي البالغ 6٪ من الحقول الحالية يدفعان إلى الحاجة للاستثمار لاكتساب أحجام إضافية. سيعتمد هذا الاستثمار على السياسات الإقليمية والمحلية التي تشجع التنمية المسؤولة للموارد.

## المجموعة الأوروبية لمسح البترول
في عام 2005، استوعبت الجمعية المجموعة الأوروبية لمسح البترول (1986-2005) في هيكلها كلجنة جيوماتكس للجمعية. كانت المجموعة الأوروبية لمسح البترول منظمة علمية لها علاقات مع صناعة البترول الأوروبية وتتألف من متخصصين يعملون في علم تقسيم الأرض التطبيقية، والمسح، ورسم الخرائط المتعلقة بالتنقيب عن النفط. مجموعة بيانات المجموعة الأوروبية لمسح البترول للمعلمات الجيوديسية هي قاعدة بيانات مستخدمة على نطاق واسع لصورة الأرض، والمسند الجيوديسي، وأنظمة الإحداثيات الجغرافية والمتوقعة، ووحدات القياس، وما إلى ذلك، والتي أنشأت في الأصل بواسطة EPSG ولا تزال تحمل الأحرف الأولى من المجموعة الأوروبية لمسح البترول حتى يومنا هذا.

## الجائزة المهنية للشباب المحترفين
الجائزة، بالاشتراك مع المؤتمر الدولي لجمعية مهندسي البترول في الصحة والسلامة والأمن والبيئة والمسؤولية الاجتماعية الذي يُعقد كل سنتين، تعترف بإنجازات فرد لديه أقل من 10 سنوات من الخبرة المهنية في مجال الاستكشاف والإنتاج، والذي يُظهر الإنجازات المهنية والأدلة على المواهب المتميزة والتفاني والقيادة في جانب واحد على الأقل من جوانب الصحة والسلامة والأمن والبيئة و/ أو المسؤولية الاجتماعية.
الفائز عام 2020:
- ديفيد أوتشاندا، منسق التنوع البيولوجي، شركة توتال (كمبالا، أوغندا)

المتأهلون للتصفيات النهائية:
- كيلي جيانغ، مهندس تحت سطح البحر، بي بي (هيوستن، الولايات المتحدة الأمريكية)
- ديلينا ليون، أخصائية السموم البيئية، شل (هيوستن، الولايات المتحدة الأمريكية)
- سول مورهاوس، رئيس القدرات التكنولوجية، بريتيش بتروليوم (لندن، المملكة المتحدة)
- لورين بريجنت، مستشار الصحة والسلامة والبيئة، نابتم للطاقة (أبردين، المملكة المتحدة)
- ستيفاني سيوالد، رئيس فريق الحفر والإكمال HSE، شيفرون (هيوستن، الولايات المتحدة الأمريكية)
- زينيا يوركافيتس، أخصائي الصحة والسلامة والبيئة، كاز موناي غاز (نور سلطان، كازاخستان)

يمكن الاطلاع على مقتطفات من عروضهم التقديمية على صفحة ويب OYPA الخاصة بـ IOGP .
الفائز لعام 2018: مارسين نزاروك، بي بي.
المتأهلون للتصفيات النهائية:
- محمد الغزال، أرامكو السعودية
- جيسيكا جوزيتا كينج، جينيسيس
- سيدريك ميشيل، توتال
- ناتاشا سيوتا، شيفرون
- جوش آر تاونسند، بي بي

الفائز عام 2016: موريل بارنييه، شلمبرجير.
المتأهلون للتصفيات النهائية:
- يو شين، المؤسسة الوطنية الصينية للنفط البحري
- بيف كولمان، شيفرون
- عمر دي ليون، إكسون موبيل
- إيما طومسون، بي بي [14]